# Minersville (Utah)
Minersville és una població dels Estats Units a l'estat de Utah. Segons el cens del 2000 tenia 817 habitants.

## Demografia
Segons el cens del 2000, Minersville tenia 817 habitants, 256 habitatges, i 204 famílies. La densitat de població era de 500,7 habitants per km².
Dels 256 habitatges en un 49,2% hi vivien nens de menys de 18 anys, en un 73% hi vivien parelles casades, en un 5,1% dones solteres, i en un 20,3% no eren unitats familiars. En el 18% dels habitatges hi vivien persones soles l'11,7% de les quals corresponia a persones de 65 anys o més que vivien soles. El nombre mitjà de persones vivint en cada habitatge era de 3,19 i el nombre mitjà de persones que vivien en cada família era de 3,68.
Per edats la població es repartia de la següent manera: un 39% tenia menys de 18 anys, un 10,2% entre 18 i 24, un 23,6% entre 25 i 44, un 14,4% de 45 a 60 i un 12,7% 65 anys o més.
L'edat mediana era de 26 anys. Per cada 100 dones de 18 o més anys hi havia 100,8 homes.
La renda mediana per habitatge era de 36.563 $ i la renda mediana per família de 39.286 $. Els homes tenien una renda mediana de 31.042 $ mentre que les dones 15.179 $. La renda per capita de la població era d'11.693 $. Entorn del 7,3% de les famílies i el 9% de la població estaven per davall del llindar de pobresa.

## Poblacions més properes
El següent diagrama mostra les poblacions més properes.